# 유어 아너
《유어 아너》는 2024년 8월 12일부터 2024년 9월 10일까지 방송했던 ENA 월화 드라마였다.
드라마 제목을 유어 아너이고, 영어권 나라에서 법정에서의 유어 아너는 "존경하는 재판장님" 이라고 해석된다.

## 기획 의도
아들의 살인을 은폐하는 판사 vs 아들의 살인범을 쫓는 무자비한 권력자. 자식을 위해 괴물이 되기로 한 두 아버지의 부성 본능 대치극

## 제작진

### 제작사
- 테이크원스튜디오
- 몬스터컴퍼니

### 제작
- 정민채
- 이상윤
- 김용기

### 크리에이터
- 표민수

### 극본
- 김재환

### 연출
- 유종선

## 등장 인물

### 주요 인물
- 손현주 : 송판호 역 - 우원지법 판사. 호영의 아버지
- 김명민 : 김강헌 역 - 우원그룹 회장. 지영의 남편. 상혁과 은의 아버지
- 김도훈 : 송호영 역 (†) - 판호의 아들
- 허남준 : 김상혁 역 - 강헌의 장남
- 정은채 : 강소영 역 - 우원지방검찰청 검사

### 송판호 주변 인물
- 최무성 : 정이화 역 - 국회의원
- 백주희 : 조미연 역 - 부두파 보스

### 김강헌 주변 인물
- 정애연 : 마지영 역 - 강헌의 아내. 상혁과 은의 어머니
- 신예찬 : 김상현 역 (†, 1회 / 9회 ~ 10회, 특별출연) - 강헌의 차남
- 박세현 : 김은 역 (†) - 강헌의 딸
- 하수호 : 박창혁 역 - 김강헌의 오른팔

### 그 외 인물
- 박지연 : 장채림 역 - 우원강암경찰서 강력 1팀장
- 박우영 : 이청강 역 - 이상택의 아들

### 기타 인물
- 김상보 : 배 팀장 역
- 안병식 : 이상택 역
- 고윤준 : 우원지검 수사관 역
- 지대한 : 티랍 역 - 카센터의 외국인 직원
- 최영우 : 부두파 보스 오른팔 역
- 조민욱 : 조빈 역
- 이승훈 : 형사 역
- 이동규 : 막내 형사 역
- 은수 ; 공항 직원 역
- 이동용 : 정비사 역
- 윤정원 : 조은혜[1] 역 (†) - 판호의 아내, 호영의 어머니
- 미상 : 담당 경찰관 역
- 박아인 : 김민 역 - 상혁의 변호사 (7회 ~ 9회, 특별출연)
- 안내상 : 강문석 역 - 청와대 수석비서관 (8회 ~ 10회, 특별출연)

## 시청률
| 회차   | 방송일          | 닐슨 전국 시청률 | 닐슨 전국 시청률 | 닐슨 수도권 시청률 | 닐슨 수도권 시청률 |
| 회차   | 방송일          | 가구시청률       | 시청자수         | 가구시청률         | 시청자수           |
| ------ | --------------- | ---------------- | ---------------- | ------------------ | ------------------ |
| 제1회  | 2024년 8월 12일 | 1.736%           | 0.369            | 1.900%             | 0.181              |
| 제2회  | 2024년 8월 13일 | 2.837%           | 0.561            | 2.974%             | 0.269              |
| 제3회  | 2024년 8월 19일 | 3.406%           | 0.678            | 3.673%             | 0.328              |
| 제4회  | 2024년 8월 20일 | 3.667%           | 0.784            | 3.654%             | 0.364              |
| 제5회  | 2024년 8월 26일 | 3.880%           | 0.823            | 3.720%             | 0.367              |
| 제6회  | 2024년 8월 27일 | 4.334%           | 0.899            | 4.874%             | 0.482              |
| 제7회  | 2024년 9월 2일  | 3.741%           | 0.796            | 3.992%             | 0.412              |
| 제8회  | 2024년 9월 3일  | 4.654%           | 0.907            | 4.560%             | 0.465              |
| 제9회  | 2024년 9월 9일  | 4.551%           | 0.928            | 4.495%             | 0.434              |
| 제10회 | 2024년 9월 10일 | 6.053%           | 1.235            | 6.441%             | 0.663              |

## 수상 목록
- 2024년 제10회 에이판 스타 어워즈 중편드라마 부문 여자 우수연기상 (정은채)